# Hrad Svatého Ondřeje
Hrad Svatého Ondřeje (španělsky Castillo de San Andrés) je bývalá vojenská pevnost, která se nachází v osadě San Andrés v blízkosti města Santa Cruz de Tenerife (Kanárské ostrovy, Španělsko). Tato válcová věž byla součástí systému opevnění, které mělo chránit ostrov Tenerife. Roku 1797 zaútočil na město Horatio Nelson, byl však odražen – i díky tomuto opevnění.
Je jednou z nejdůležitějších historických památek Tenerife. Současná pevnost byla vystavěna v roce 1706 na ruinách dřívější stavby. V roce 1894 způsobila povodeň dešťové vody kolaps části hradu, pevnost však již nebyla následně dostavěna.

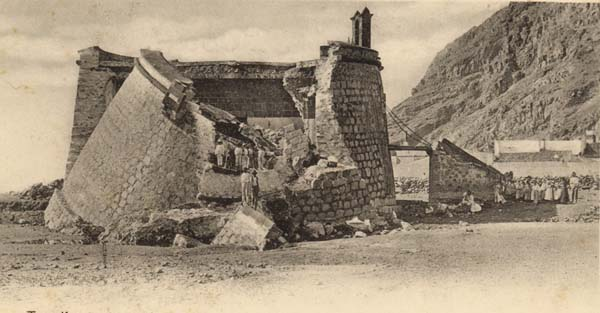
Dobová fotografie z roku 1895